# White Mountain (canción)
«White Mountain» (en castellano: «Montaña Blanca») es una canción del grupo de rock progresivo inglés Genesis. Fue originalmente lanzado en su segundo álbum Trespass del año 1970.
White Mountain tiene una sensación folk, debido en parte al contenido de sus letras, sin embargo la atmósfera de la canción es atratapante con una energía palpable que se construye mientras la canción se acerca a su final.
Las letras de White Mountain cuentan una fábula de un lobo llamado "Colmillo", quien busca usurpar la autoridad del líder de la manada (un héroe invicto conocido como "Un-Ojo") al intentar capturar la corona y el cetro que solo el lobo rey puede tener. La sentencia del pecado cometido por Colmillo es la muerte. Mientras la canción progresa, Colmillo es cazado por una manada de lobos comandada por Un-Ojo, antes de caer ante el rey en un final épico entre los dos. Una vez obtenida la victoria, Un-Ojo esconde la corona y vuelve a su manada en paz.
La canción fue interpretada durante la gira de A Trick of the Tail en el año 1976, con Phil Collins haciendo todas las partes vocales, ya que Peter Gabriel había dejado el grupo para entonces. Las versiones en vivo no incluyen partes de batería significativas, pero sí incluye un acompañamiento con hi-hat. John Mayhew, el baterista con quien se grabó la canción en 1970, había dejado el grupo luego de la grabación del álbum Trespass, reemplazándolo Collins en el futuro. La grabación en vivo de la canción no aparece oficialmente en ningún álbum de Genesis, pudiendo solo conseguirse por grabaciones no oficiales.
El álbum Trespass (en castellano: "Transgresión") toma el nombre de esta canción; en una parte de la misma Colmillo '"Proscrito transgredió los límites donde ningún lobo puede pisar"', salvándose el mismo rey.